# Laurel und Hardy: Love ’Em and Weep
Love 'Em And Weep (dt.: „Liebe sie und heule“) ist ein US-amerikanischer Stummfilm aus dem Jahr 1927 mit dem Komiker-Duo Laurel und Hardy als Nebenrollen. Er erlebte seine Uraufführung am 12. Juni 1927.

## Handlung
Titus Tillsbury ist ein erfolgreicher Geschäftsmann. Sein Leben gerät jedoch aus den Fugen, als plötzlich eine Freundin aus vergangenen Tagen auftaucht und ihn mithilfe eines Fotos bloßstellen will, sollte er nicht ihren Forderungen nachkommen. Sie vereinbaren ein Treffen für 7 Uhr abends in einem Café. Unglücklicherweise hat Mrs. Tillsbury um genau dieselbe Uhrzeit ein Abendessen in ihrem Hause mit den Bekannten Richter Chigger und dessen Frau vereinbart. So kommt es, dass Mr. Tillsbury seinen Anwalt Romaine Ricketts heranzieht und von ihm verlangt, seine ehemalige Freundin so lange in Schacht zu halten, bis er sich von dem abendlichen Treffen entfernen kann. Dies geht allerdings nicht lange gut, denn Tillsburys Freundin lässt sich nicht durch Mr. Ricketts ablenken und hat vor, auf der Stelle Titus Tillsburys Haus zu stürmen. So kommt es, dass Ricketts sie als seine Frau ausgeben muss, um kein Aufsehen zu erregen. Zu Beginn läuft alles noch gut, bis Ricketts Frau durch die örtliche Klatschbase erfährt, dass ihr Mann mit einer fremden Frau gesichtet wurde. Sofort sucht Mrs. Ricketts das Haus auf und erblickt sogleich ihren Ehemann, der mit Tillsburys Freundin in einem Täuschungsmanöver davon ziehen will. Nun bemerken beide Ehefrauen den Schwindel und beginnen, ihre Ehemänner fortzujagen.

## Hintergrund und Trivia
Love 'Em And Weep entstand hauptsächlich zwischen 26. November und 7. Dezember 1926, im Januar 1927 wurden noch einige Retakes vorgenommen. Drehorte waren South Catalina, Wilshire (in Los Angeles), sowie die Hal Roach Studios in Culver City.
In Deutschland war der Film erstmals 1962 als „Das süße Geheimnis“ in der Serie „Es darf gelacht werden“ zu sehen. Außerdem enthielten die späteren Serien „Dick und Doof“ sowie „Zwei Herren dick und doof“ jeweils gekürzte und synchronisierte Fassungen unter den Titeln „Besudelte Ehre“ (1971) und „Peggy Pimpernell“ (1975).
Love 'Em And Weep diente als Vorlage für den 1931 entstandenen Laurel-und-Hardy-Kurzfilm Chickens Come Home, in dem ebenfalls Mae Busch die Rolle der verflossenen Geliebten spielte. Doch auch einzelne Bestandteile des Films wurden später wieder verwendet, wie beispielsweise die doppelstöckige Dame in Sugar Daddies, der ein halbes Jahr später Premiere hatte, oder die Erpressung, die auch in Come Clean (1931) zu sehen ist.